# Origin (spelportal)
Origin var Electronic Arts spelportal för att digitalt distribuera datorspel, från oktober 2022 ersatt av en skrivbordsklient kallad EA App. Origin ersatte det som tidigare hette EA Store samt det som hette EA Download Manager och släpptes den 3 juni 2011.
Origin uppmärksammades som mest då Battlefield 3-betan släpptes för allmänheten eftersom betan krävde Origin för att kunna användas. Den 29 september 2011 släpptes sedan Battlefield 3-betan och det mesta delarna av Origin såsom chatt, spelnedladdningar osv. var avstängda eller eventuellt kraschade då väldigt många laddade ner spelet samtidigt.

## Uppmärksammad kritik

### Crysis 2s borttagning från Steam
Kort efter att spelet var ute på Origin var Crysis 2 borttaget från Steam och dök upp på EA:s hemsida med ett "endast på Origin"-påstående, trots att det fortfarande fanns på andra plattformar. EA har sedan dess påstått att Valve tog bort Crysis 2 på grund av "verksamhetstermer" och att "detta var inte ett EA-beslut eller något resultat av EAs drag."
Mycket senare laddades Crysis 2: Maximum Edition (ett återutsläpp av Crysis 2 med alla DLC:er) på Steam, vilket matchar EA:s berättelse om att ta bort Crysis 2 på grund av DLC-begränsningar. Alice: Madness Returns, ett spel som från början hade ett "endast på Origin"-påstående (men var senare på andra plattformar förutom Steam) hade också sedan dess varit ute på Steam. EA har kommit fram till att Battlefield 3 inte skulle bli tillgängligt på Steam, trots att spelet var tillgängligt för köp på andra icke-Origin plattformar som GameFly, Green Man Gaming or GamersGate. Men alla versioner av Battlefield 3 oavsett var de köptes, måste aktiveras på Origin.

### Origin-konto bannlysningar
Det hade funnits tillfällen då EA genomdrivit bannlysning för kritik, som när någon har skrivit elaka kommentarer i EA eller i BioWares officiella forum eller i chatten.
I mars 2011 hade en användare vid namn "Arno" bannlysts för att ha kommenterat "Har ni sålt era själar till djävulen EA?", efter det blev Arnos konto bannlyst i 72 timmar vilket hindrade honom från att spela något av sina Origin-spel. Efter rapporter om detaljer om incidenten hade hemsidan Rock, Paper, Shotgun fått ett påstående från EA som sa att Arnos kontobannlysning var ett misstag, och att framtida missbruk på forumen inte kommer att påverka Origins användartillgång på sina spel.
Senare i oktober och november 2011 hade en användare bannlysts för att ha skrivit om att "tepåsa" döda spelare. En annan användare fick ett 72-timmars kontoavstängning för att ha lagt in en länk till sin egen nätverkssupport på EA-forumen. EA såg detta som en "reklamlänk", trots att samma länk hade skrivits på andra ställen i forumen, t.o.m EA:s egen kollektivsupportsida och FAQ. En användare hade permanent bannlysts för att ha skrivit ett slangord för penis på forumen.
I december 2011 hade ett konto som tillhörde användare "Aaron" bannlysts efter att en användare förolämpat honom på EA:s forum; ett liknande fall hände för en användare som kallades "MaximumTaco".